# Slovak International
Die Slovak International sind die offenen internationalen Meisterschaften der Slowakei im Badminton. Sie werden seit 1993 ausgetragen und schlossen sich nahtlos an die Internationale Tschechoslowakische Meisterschaft im Badminton an. Sie finden in einem jeden Jahr im Herbst statt. Die Titelkämpfe gehören dem BE Circuit an. Die Meisterschaft ist seit Mitte der 2010er Jahre auch als Slovak Open bekannt. Nationale Titelkämpfe gibt es in der Slowakei ebenfalls seit 1993.

## Die Sieger
| Saison | Herreneinzel           | Dameneinzel              | Herrendoppel                           | Damendoppel                             | Mixed                                    |
| ------ | ---------------------- | ------------------------ | -------------------------------------- | --------------------------------------- | ---------------------------------------- |
| 1993   | Richárd Bánhidi        | Andrea Harsági           | Juraj Brestovský Peter Pudela          | Adrienn Kocsis Andrea Ódor              | Richárd Bánhidi Adrienn Kocsis           |
| 1994   | Vladislav Druzchenko   | Elena Nozdran            | Valeriy Strelcov Alexander Cygankov    | Elena Nozdran Viktoria Evtushenko       | Vladislav Druzchenko Viktoria Evtushenko |
| 1995   | Vladislav Druzchenko   | Elena Nozdran            | Valeriy Strelcov Konstantin Tatranov   | Elena Nozdran Viktoria Evtushenko       | Vladislav Druzchenko Viktoria Evtushenko |
| 1996   | Gregers Schytt         | Tanja Berg               | Jürgen Koch Harald Koch                | Rikke Broen Sara Runesten-Petersen      | Andrej Pohar Maja Pohar                  |
| 1997   | Niels Christian Kaldau | Sarah Jønsson            | Jürgen Koch Harald Koch                | Joanne Muggeridge Felicity Gallup       | Michael Lamp Rikke Broen                 |
| 1998   | Thomas Wapp            | Ella Karachkova          | Graham Hurrell Peter Jeffrey           | Lorraine Cole Tracy Dineen              | Anthony Clark Lorraine Cole              |
| 1999   | nicht ausgetragen      | nicht ausgetragen        | nicht ausgetragen                      | nicht ausgetragen                       | nicht ausgetragen                        |
| 2000   | Przemysław Wacha       | Tracey Hallam            | Piotr Żołądek Przemysław Wacha         | Kamila Augustyn Nadieżda Kostiuczyk     | Ondřej Lubas Markéta Koudelková          |
| 2001   | Colin Haughton         | Tine Høy                 | Tommy Sørensen Jesper Thomsen          | Kamila Augustyn Nadieżda Kostiuczyk     | Jesper Thomsen Julie Houmann             |
| 2002   | Stanislav Pukhov       | Elena Sukhareva          | Nikolai Sujew Stanislav Pukhov         | Kirsteen McEwan Yuan Wemyss             | Andrey Konakh Nadieżda Kostiuczyk        |
| 2003   | Sho Sasaki             | Kaori Mori               | Svetoslav Stoyanov Vincent Laigle      | Elena Shimko Marina Yakusheva           | Alexandr Russkikh Anastasia Russkikh     |
| 2004   | Evgenij Isakov         | Hui Ding                 | Nikolai Sujew Sergey Ivlev             | Lim Pek Siah Chor Hooi Yee              | Nikolai Sujew Marina Yakusheva           |
| 2005   | Przemysław Wacha       | Petya Nedelcheva         | Jürgen Koch Peter Zauner               | Kamila Augustyn Nadieżda Kostiuczyk     | Jan Fröhlich Hana Milisová               |
| 2006   | Jan Fröhlich           | Maja Tvrdy               | Chris Langridge David Lindley          | Suzanne Rayappan Sarah Bok              | David Lindley Suzanne Rayappan           |
| 2007   | Dmytro Zavadsky        | Anne Hald                | Zvonimir Đurkinjak Jakub Bitman        | Elena Shimko Tatjana Bibik              | Anton Nazarenko Elena Chernyavskaya      |
| 2008   | Valeriy Atrashchenkov  | Elena Prus               | Magnús Ingi Helgason Helgi Jóhannesson | Bing Huang Chloe Magee                  | Valeriy Atrashchenkov Elena Prus         |
| 2009   | Wisnu Haryo Putro      | Alesia Zaitsava          | Ondřej Kopřiva Tomáš Kopřiva           | Maria Lykke Andersen Karina Sørensen    | Mark Philip Winther Karina Sørensen      |
| 2010   | Alexandre Françoise    | Mariya Ulitina           | Jacco Arends Jelle Maas                | Selena Piek Iris Tabeling               | Jacco Arends Selena Piek                 |
| 2011   | Petr Koukal            | Anu Nieminen             | Jorrit de Ruiter Dave Khodabux         | Selena Piek Iris Tabeling               | Dave Khodabux Selena Piek                |
| 2012   | Iztok Utroša           | Alesia Zaitsava          | Joe Morgan Nic Strange                 | Yuliya Kazarinova Yelyzaveta Zharka     | Jakub Bitman Alžběta Bášová              |
| 2013   | Vitaly Konov           | Panuga Riou              | Nikita Khakimov Vasily Kuznetsov       | Anastasiya Dmytryshyn Darya Samarchants | Jakub Bitman Alžběta Bášová              |
| 2014   | Matthias Almer         | Anna Narel               | Ben Lane Sean Vendy                    | Katarina Galenić Cheryl Seinen          | Paweł Pietryja Aneta Wojtkowska          |
| 2015   | Alex Lane              | Kristína Ludíková        | Đỗ Tuấn Đức Nguyễn Ngoc Mạnh           | Gayle Mahulette Cheryl Seinen           | Ben Lane Jessica Pugh                    |
| 2016   | Matthew Carder         | Natalya Voytsekh         | Łukasz Moreń Wojciech Szkudlarczyk     | Mariya Mitsova Petya Nedelcheva         | Jakub Bitman Alžběta Bášová              |
| 2017   | Andraž Krapež          | Laura Sárosi             | Ivan Druzchenko Vladislav Druzchenko   | Alžběta Bášová Michaela Fuchsová        | Paweł Śmiłowski Magdalena Świerczyńska   |
| 2018   | Andre Marteen          | Deng Xuan                | Lu Chen Ye Hong-wei                    | Li Zi-qing Teng Chun-hsun               | Ye Hong-wei Teng Chun-hsun               |
| 2019   | Kim Bruun              | Porntip Buranaprasertsuk | Supak Jomkoh Wachirawit Sothon         | Kati-Kreet Marran Helina Rüütel         | Supak Jomkoh Supissara Paewsampran       |
| 2020   | Jan Louda              | Lin Jhih-yun             | Lin Shang-kai Tseng Min-hao            | Lee Chia-hsin Lin Jhih-yun              | Lu Ming-che Wu Ti-jung                   |
| 2021   | nicht ausgetragen      | nicht ausgetragen        | nicht ausgetragen                      | nicht ausgetragen                       | nicht ausgetragen                        |
| 2022   | Riku Hatano            | Aditi Bhatt              | Boon Xin Yuan Wong Tien Ci             | Lee Chia-hsin Teng Chun-hsun            | Yeung Ming Nok Yeung Pui Lam             |
| 2023   | nicht ausgetragen      | nicht ausgetragen        | nicht ausgetragen                      | nicht ausgetragen                       | nicht ausgetragen                        |
| 2024   | Ethan Rose             | Purva Barve              | Jakub Melaniuk Wiktor Trecki           | Serena Au Yeong Katharina Hochmeir      | Jakub Melaniuk Julia Pławecka            |
| 2025   | Charles Fouyn          | Aalisha Naik             | Adrian Krawczyk Szymon Slepecki        | Low Zi Yu Dania Sofea                   | Mihajlo Tomic Andjela Vitman             |